# Retno (cràter)
Retno és un cràter d'impacte en el planeta Venus de 7,2 km de diàmetre. Porta el nom d'un antropònim indonesi, i el seu nom va ser aprovat per la Unió Astronòmica Internacional el 1997.